# Erik Ivar Fredholm
Erik Ivar Fredholm (ur. 7 kwietnia 1866 w Sztokholmie, zm. 17 sierpnia 1927 w Danderyd) – matematyk szwedzki, współtwórca teorii równań całkowych.

## Życiorys

### Edukacja
Studiował rok w Królewskim Instytucie Technicznym, a później przeniósł się na Uniwersytet w Uppsali. Dokonał zmiany uczelni, ponieważ Uniwersytet w Uppsali był jedynym, który prowadził studia doktorskie. 28 maja 1888 r. zdobył tytuł magistra nauk ścisłych. Chciał pracować nad swoim doktoratem pod kierownictwem Magnusa Gösta Mittag-Lefflera, jednak ten objął posadę na Uniwersytecie Sztokholmskim. Fredholm pozostał jako doktorant na Uniwersytecie w Uppsali, jednak faktycznie studiował w Sztokholmie.
Pierwszą publikację wydał w 1890 roku. 30 maja 1893 roku Fredholm uzyskał tytuł doktora, a 31 maja 1898 uzyskał tytuł doktora nauk ścisłych.

### Kariera
Był pracownikiem Uniwersytetu Sztokholmskiego. Najpierw jako wykładowca fizyki matematycznej. W 1906 prowadził zajęcia z mechaniki oraz fizyki matematycznej. W 1909 roku został prodziekanem, a rok później dziekanem uczelni.

### Życie prywatne
Ożenił się w 1911 roku z młodszą o 12 lat Agnes Maria Liljeblad. Para miała kilkoro dzieci.

## Praca naukowa
Fredholm na początku swojej kariery zajmował się równaniami różniczkowymi, jednak później zajął się równaniami całkowymi. Opracował metodę rozwiązywania całek zawierających funkcję niewiadomą pod znakiem całki. Nazwano to Równanie całkowe Fredholma.
Został uhonorowany za swoje badania nagrodą Poncelet przyznaną przez Francuską Akademię Nauk w 1908 r. oraz doktoratem honoris causa Uniwersytetu w Lipsku nadany w 1909 roku.